# Cheval au Turkménistan
Le cheval au Turkménistan est le symbole du pays. Interdit sous le régime communiste, l'élevage de chevaux est désormais élevé au rang de fierté nationale. Le Turkménistan a adopté sa race de chevaux patrimoniale, l'Akhal-Teke, comme emblème sur ses armoiries. 

## Histoire
Longtemps, les Turkmènes ont vécu du pillage des caravanes marchandes parcourant la route de la soie. Dans les années 1930, la collectivisation des terres décidée par le régime communiste russe interdit l'élevage privé et donc la possession de chevaux. Il s'agit vraisemblablement d'une vengeance contre les turkmènes, car avant la révolution russe, un régiment de cavalerie turkmène avait écrasé plusieurs révoltes révolutionnaires pour le Tsar. La race Akhal-Téké est mal considérée par les autorités russes, qui la jugent dégingandée et indisciplinée, et en découragent l'élevage. La dissolution des régiments de cavalerie dans les années 1970 manque être fatale à l'élevage turkmène, car les chevaux sont envoyés massivement à l'abattoir.
En 1993, Saparmyrat Nyýazow, alors président du Turkménistan, offre un cheval de race Akhal-Teke à François Mitterrand, président de la France. La dissimulation de l'animal donne lieu à l'« affaire Gend Jim », du nom de ce cheval. Jean-Louis Gouraud a alerté la presse quotidienne pour retrouver l'animal. Cette affaire a beaucoup contribué à la notoriété de la race Akhal-Téké en France
En avril 2013, le président du Turkménistan Gourbangouly Berdymouhamedov participe à une course quand son cheval Berkarar s'écroule sous lui, à quelques mètres de l'arrivée, sans le blesser. La mésaventure est passée sous silence par les médias turkmènes, qui pratiquent la censure. Les téléphones portables des spectateurs de l'hippodrome sont contrôlés à l'aéroport d'Achgabat, ce qui n'empêche pas une vidéo de la chute d'être diffusée sur internet, où elle devient virale. Comme son prédécesseur, Gourbangouly Berdymouhamedov a mis en place un très important culte de la personnalité. Passionné par les chevaux turkmènes, il a écrit un livre sur le sujet. Il a aussi fait réaliser une statue équestre de lui en or et en marbre, et s'est octroyé en 2015 le titre honorifique d'« éleveur national ».

## Élevage

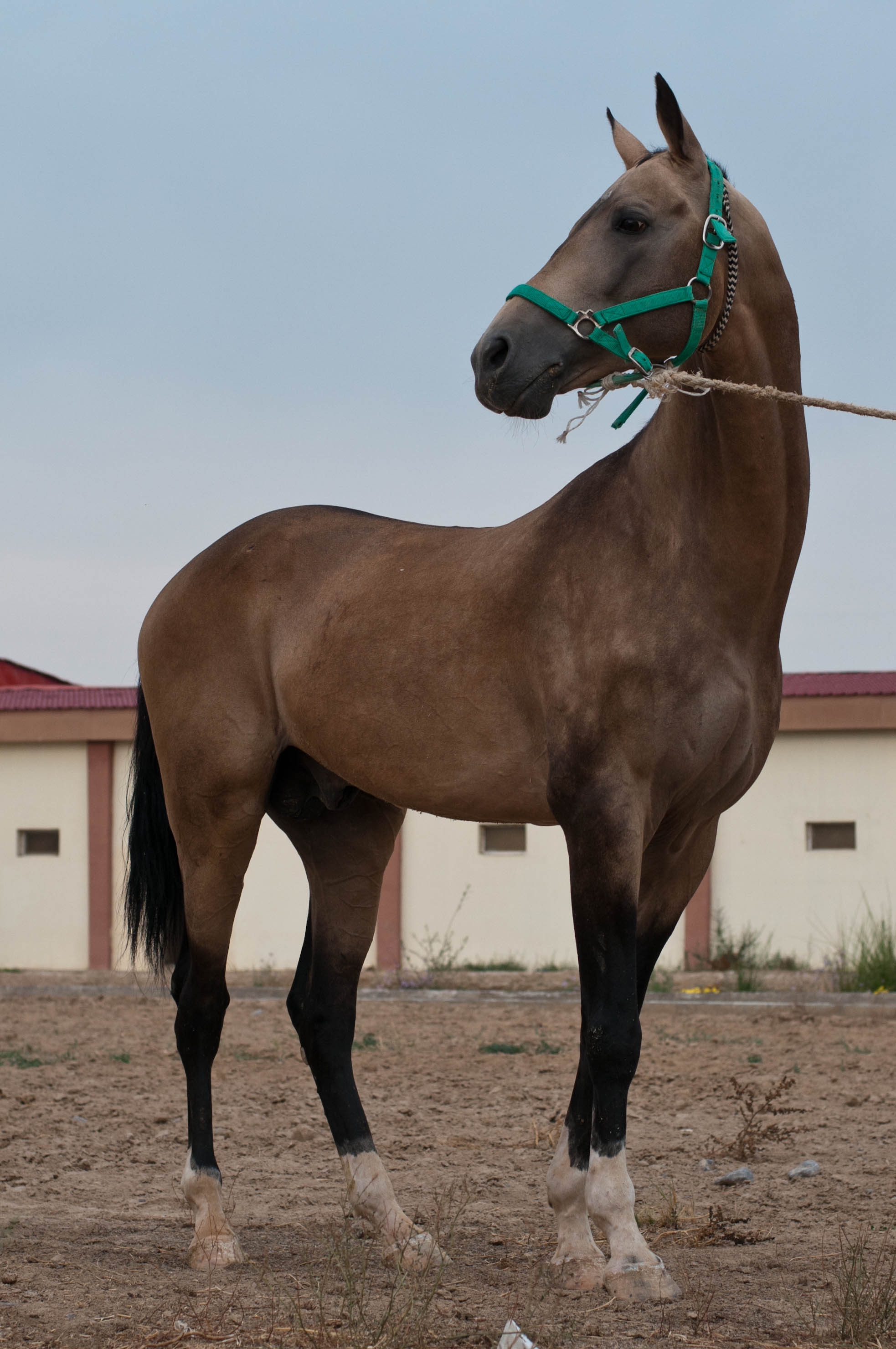
Cheval turkmène dans un haras

Le Turkménistan est surtout connu pour l'élevage de la race Akhal-Teke, le plus célèbre cheval local, sacralisé par les habitants. Jean-Louis Gouraud cite Marie Danilovna Tcherkezova, qui a sauvé cette race de la disparition et en disait que « c'est un cheval qu'on a envie de vouvoyer ». L'autre race chevaline turkmène, le Jomud, est moins élégante et moins connue.

## Dans la culture
Les Turkmènes vouent un véritable culte à leur race de chevaux nationale, l'Akhal-Téké. Ils ont érigé cette race de chevaux au statut de symbole de la république, et d'ancêtre de tous les chevaux de sang.